# 日本選手権競輪
日本選手権競輪（にほんせんしゅけんけいりん／にっぽんせんしゅけんけいりん）は、毎年4月30日あるいは5月上旬から中旬ごろの6日間に渡って開かれる、競輪のGI競走である。

## 概要
競輪においてもグレード制が導入されたことにより、KEIRINグランプリは企画レースとして別格・最上位（格付けはGP）とされたため、本競走はそれに次ぐGIレースの一つとされた。
ただ、GPの格はグランプリのみであり、同列とされたGI競走の中でも、かつては前もってトライアルレースが行われておりそれを勝ち抜かなければ本大会の出場権を得られなかった（現在は廃止）ことや、歴史、正賞として授与される内閣総理大臣杯及びその他の各賞・名誉及び賞金額において、競輪界で最高の格式を誇るレース（事実上春の競輪実力日本一決定戦）である。そのため、競馬で最高の競走であるダービーになぞらえ『競輪ダービー』の通称で古くから呼ばれ、親しまれている。優勝者は『ダービー王』の称号で呼ばれる。
本大会は、162名（補欠選手も含めると170名）が参加する最も規模の大きな大会であり、売上も大きいことから、開催を希望する施行者による持ち回り開催ではあるものの、静岡・松戸・立川・平塚など、開催ノウハウを持ち集客も見込める関東・南関東の競輪場で持ち回りしていることが多い。
- 第53回（2000年）以降に限ると、関東・南関東以外における開催は、名古屋（4回）、いわき平（2回）、岸和田（1回）、熊本（1回）のみ。

優勝賞金は9400万円（副賞込み、第79回）であり、これは6つあるGIレースの中で最高額となっている。第59回（2006年）より6600万円（副賞込み）であったが、第65回（2012年）では東日本大震災を受けての被災地支援競輪において収益拠出額を増加させる方針から6400万円（副賞込み）へと減額された。翌年の第66回（2013年）からは更に減額され6000万円（副賞込み）となっていたが、第69回（2016年3月）で6500万円（副賞込み）へと久々に増額され、第73回（2019年）まで続いた。なお、中止となった2020年の第74回では5年ぶりに増額され5910万円（本賞金）となり、それ以降は毎年増額されている。
いくつかの6日制GI開催は、一時期4 - 5日間開催に短縮されていたが、この日本選手権競輪（以下ダービー）だけは唯一6日間で開催され続けている。開催時期は、2008年までは3月の中旬から下旬にかけて開催されていたが、2009年より2012年までは2 - 3週間繰り上げられ3月上旬の開催であった。しかし2013年からは読売新聞社杯全日本選抜競輪が2月の開催となったこともあり、再び3月中旬から下旬の日程に戻った。その後、売り上げ増を見込んでゴールデンウィーク期間中にGIレースを開催する方針を立てたことから、この日本選手権競輪を2016年度以降は4月末 - 5月開催と変更したため（当該年度の最初に開催されるGIとなる）、2016年に関しては例外的に3月上旬から中旬と4月末から5月上旬とで計2回開催が行われた（このうち3月開催は2015年度開催の扱い）。現在はゴールデンウィーク後半の6日間（決勝戦は日曜ないし土曜日以外の祝日のどちらか）にかけての開催となっている。

### 賞金
以下は、近年の決勝戦における各着順の賞金額（単位：万円）。
（　）内は副賞（1〜3着に授与）を含んだ金額。
| 大会・年      | 1着             | 2着             | 3着             | 4着     | 5着     | 6着     | 7着     | 8着   | 9着   |
| ------------- | --------------- | --------------- | --------------- | ------- | ------- | ------- | ------- | ----- | ----- |
| 第78回 2024年 | 8,200 （8,900） | 4,010 （4,080） | 2,744 （2,784） | 1,956.3 | 1,547.1 | 1,251,2 | 1,042.0 | 901.3 | 844.6 |
| 第79回 2025年 | 8,700 （9,400） | 4,251 （4,321） | 2,909 （2,949） | 2,073.7 | 1,639.9 | 1,326.3 | 1,104.5 | 955.4 | 895.3 |

## 歴史
第1回は1949年に大阪住之江競輪場（現在の住之江公園）で「全国争覇競輪（ぜんこくそうはけいりん）」と題して（当初第7回までは春秋の年2回）開催された。全国争覇戦時代は女子の部や実用車（一般の自転車）を使ったレースも実施された。この「全国争覇競輪」の名称は第16回（1963年）まで採用され、第17回（1964年）から現在の名称となった。
第21回（1968年）までは12車立てでレースを開催した後楽園競輪場の名物レースとして親しまれたが、それまではほぼ後楽園での固定開催であったため、同場での競輪開催休止が決定されると、開催を希望する施行者による全国各地の競輪場で持ち回りという形で開催されるようになった。
第27回（1974年）からは、一次予選特別選抜競走の出場選手27名を「全国から選抜された選手が実力で最高の地位を争う」といった観点から、予め選手選考委員会において選定された選手135名により、開催直前の1月〜2月にかけて開催する「ダービートライアル」（3日間×3会場）で決定していた。
第29回（1976年）からは、原則として選考委員会より選定された選手によりトライアルレースを実施して全出場選手を決定する方式となった（3日間×2会場）。ただ、トライアルレースでは早い段階でポイントを稼いで後半は欠場する選手や、出場の可能性がなくなるとみるや半ば無気力に走る選手も現れたりするなどして弊害も出たため、第48回（1995年）を以って廃止された。
第49回（1996年）からは前年の平均競走得点上位選手から順次選抜する方式となり、第51回（1998年）からは、前年における特別競輪等選手選考評価点の上位選手から順次選抜する方式となった。なお、現在は選考期間中の獲得賞金額（手当は含まない）の上位選手から順次選抜する方式となっている。
第55回（2002年）では、KPK以来となる大幅な番組改革がなされたことに合わせて、敗者復活戦が第38回（1985年）以来17年ぶりに復活し、準決勝4個レース（各レース1・2着のみ勝ち上がり）と二次予選特別選抜競走（ゴールデンレーサー賞）1着選手（このときは濱口高彰）の9名により決勝戦が行われた。だが、結局はその翌年の第56回（2003年）からは敗者復活戦は廃止かつ通常の準決勝3個レース（各レース1 - 3着のみ勝ち上がり）の9名が決勝戦に勝ち上がる方式に戻され、現在に至っている。

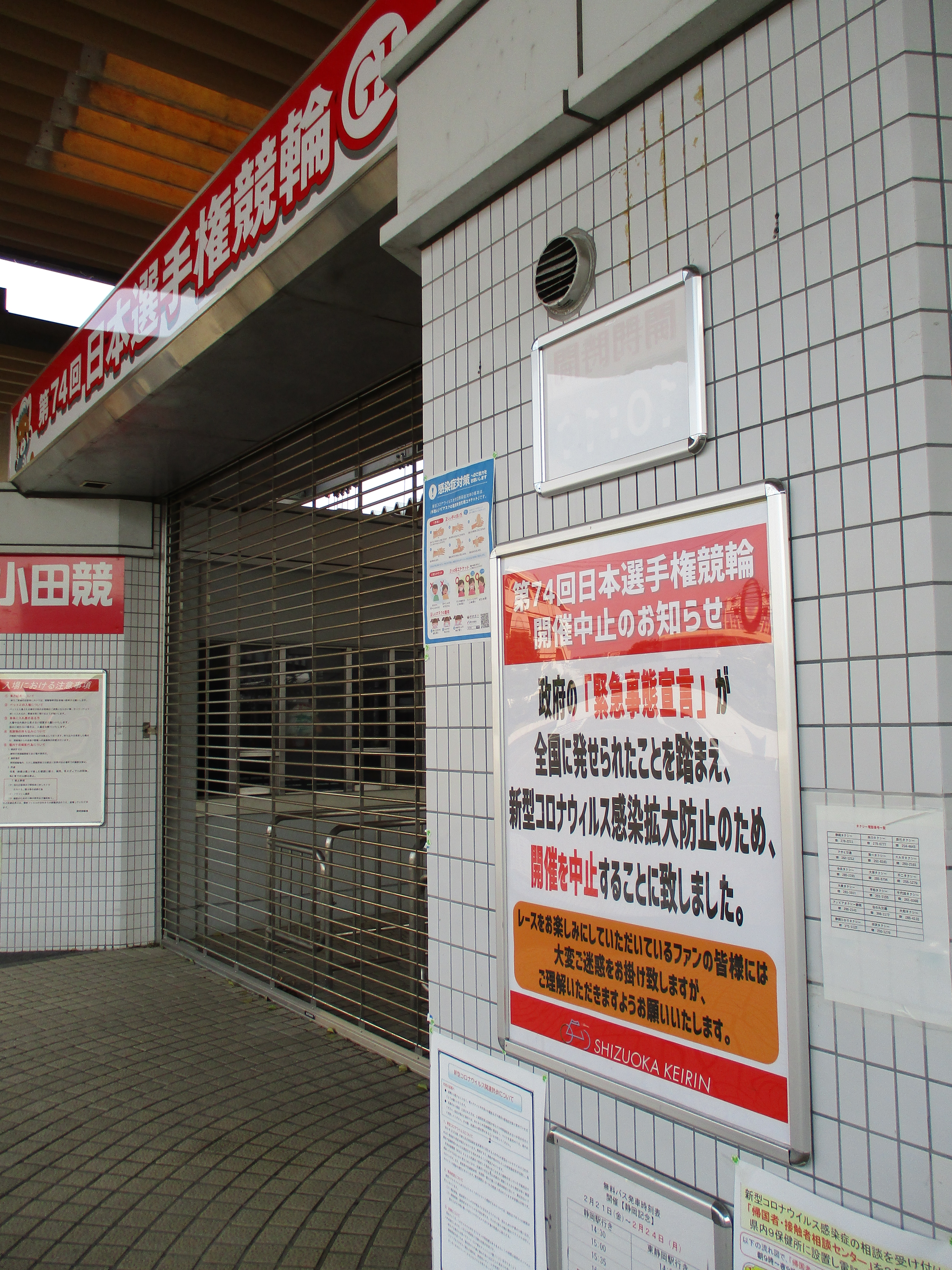
第74回は直前に中止が決定した。静岡競輪場にて（2020年4月）。

第74回（2020年）は、当初静岡で無観客にて開催予定であったが、新型コロナウイルスの感染拡大に伴い日本国政府より改正・新型インフルエンザ等対策特別措置法に基づく緊急事態宣言が発令された影響から、開催予定地である静岡県からの勧告に従い開催中止となった。特別競輪（GI）の中止は第15回オールスター競輪（1970年・1971年）以来49年ぶり6度目であり、日本選手権競輪の中止は1961年に実施予定であった第16回（後楽園）以来59年ぶりとなった。なお、今回は回数はそのままカウントされており、正選手として出場契約を済ませた162名については出場したとみなし、連続出場記録も同様にカウントされることとなったほか、総賞金額3億6002万4000円の30%に当たる1億800万7200円を均等割りした66万6711円が補償として162名全員に支払われた。
第75回（2021年）は前年同様の影響により無観客で、第76回（2022年）は事前抽選による入場制限を行った上で開催された。
第78回（2024年）では、令和6年能登半島地震を受け、令和6年能登半島地震復興支援競輪として実施される。

## 出場選手選抜方法
日本選手権競輪の出場選手は、競輪選手の証である賞金獲得額によって選抜される。毎回若干変更・修正されるものの、概ね以下の資格順位により正選手162名、補欠選手8名を選抜する。
- 選考期間…前年2月〜当年1月（12か月間）[注 8]、選考月…2月、最低出走回数…48出走（但し変更となる可能性もある）

1. S級S班在籍者
2. 過去3回以上優勝した者（開催時S級1班所属が条件）
3. 選手選考対象期間において4か月以上JCFトラック種目強化指定（A）に所属した者（開催時S級1班所属が条件）※他のGIは2か月以上
4. 賞金獲得額上位者

- 2005年大会では、1.と2.の間にアテネオリンピックトラック競技ナショナルチーム（長塚智広・伏見俊昭・井上昌己の3名）が加えられた。

なお、補欠選手は正選手を除く、賞金獲得額上位者からさらに順次選抜される。
また、正選手のうち、S級S班在籍者と賞金獲得額上位者の合計27名については、特別選抜予選競走に出走できる。

## 勝ち上がり方式
6日間とも11レース。
6日制GIの中で唯一、各選手の出走回数が4回となっている。そのため特別競輪の中で唯一、シード番組以外の勝ち上がり戦は車券に絡む3着入着が勝ち上がりの絶対条件となる厳しい条件となっている。
| 優秀   | 初日                 | 2日目               | 3日目               | 4日目               | 5日目        | 最終日     |
| ------ | -------------------- | ------------------- | ------------------- | ------------------- | ------------ | ---------- |
| 優秀   | 特選予選 （1）（2）  | 特選予選 （1）（2） |                     | GR賞 （1）          | 準決勝 （3） |            |
| 優秀   |                      |                     | 二次予選 （5）（2） | 二次予選 （5）（2） |              | 決勝 （1） |
| 優秀   | 一次予選 （10）（5） |                     |                     |                     |              |            |
| 敗者戦 | 00-00                | （4）               | （6）               | （8）               | （8）        | （10）     |

- 初日・2日目

「一次予選」　合計15レース（初日10レース・2日目5レース）行われ、各レース1〜3着45名が「二次予選」進出。
「特別選抜予選」　合計3レース（初日1レース・2日目2レース）行われ、各レース1〜3着9名は無条件で、4日目の「ゴールデンレーサー賞」と5日目の「準決勝」進出権利が同時に得られる。4〜9着18名は「二次予選」進出。
- 3日目・4日目

「二次予選」　合計7レース（3日目5レース・4日目2レース）行われ、各レース1〜2着14名と3着7名のうち一走目の着順上位（特別選抜予選回りが優先）4名が「準決勝」進出。
「ゴールデンレーサー賞」　二次特別選抜予選として、4日目の最終レースに行われる。失格しない限り9名全員が「準決勝」進出。
- 5日目

「準決勝」　後半3レース。各レース1〜3着9名が「決勝」進出。
- 6日目（最終日）

「決勝」　最終レース。優勝者には優勝インタビューやウイニングランなどが執り行われる。
「順位決定」　「決勝」の一つ前のレース。「準決勝」各レース4〜6着9名により行われる。
「優秀」　「順位決定」の一つ前と二つ前のレース。「準決勝」各レース7〜9着9名と、二次予選敗退選手による「特選（1）」各レース1〜2着6名及び「特選（2）」各レース1着3名により行われる。
その他、2日目以降の前半に予選敗退者を対象とした以下の競走が開催される。
2日目…「一般（1）」×4
3日目…「一般（1）」×4、「選抜」×2
4日目…「一般（2）」×4、「特一般」×2、「選抜（1）」×2
5日目…「一般（2）」×2、「一般（1）」×1、「特選（2）」×3、「特選（1）」×2
6日目（最終日）…「選抜」×2、「特選（2）」×3、「特選（1）」×2

### 途中帰郷
本大会では斡旋される正選手の数が4日制GIの1.5倍と多いのに対して一日ごとの競走に対する出走可能選手が少ないため、一次予選を敗退した選手は4〜5日目の「一般（2）」または5日目の「一般（1）」を走った後、失格の有無に関わらず最終日を待たずに途中帰郷（俗に言う「お帰り」）させられる。二次予選に進出した者は決勝に進めなくても失格にならない限り、「順位決定」レースや「優秀」レースなど、最終日の出走が保障される。
他のGI競走のうちオールスター競輪では途中帰郷の対象者は傷病理由の途中欠場がなかった場合でも多くて36人止まりだが、本大会の場合は最大で63人がお帰りの通告を受ける可能性があり、他の競走と比べて実に7倍に達する。早い選手では3日目の午後に斡旋契約解除の通知を受けることもあり、最終日のレース前には数十人が既に開催競輪場を離れ、帰郷の途についていることになる。
また、失格や負傷などにより途中欠場が多数発生した場合でも補充選手は一切充当せず、代わりに途中帰郷の対象となっていた選手を帰郷させずに出走させることによって欠場を埋める形としている。これは「GI最高峰の開催である日本選手権競輪に出走できるのは、選考によって選抜された選手のみにすべき」という思想を制度に反映したものである。特に日本選手権競輪とオールスター競輪に関しては途中帰郷者が多く発生することから補充する必要がないため、急病などで当日欠場が発生しない限り敗者戦も含めて全てのレースで9車立てにて行われている。

## 過去の優勝者
以下は全て競走車（ピスト）部門。第10回まで行われた、実用車（軽快車）部門の優勝者は外部リンクを参照。

なお、第1回、第2回は甲規格・乙規格とで分かれて開催された（前期日程が甲規格、後期日程が乙規格）。
| 回 | 年     | 決勝日   | 開催場     | 優勝者     | 優勝者 | GDR賞勝者  | GDR賞勝者 |
| 回 | 年     | 決勝日   | 開催場     | 氏名       | 府県   | 氏名       | 府県      |
| -- | ------ | -------- | ---------- | ---------- | ------ | ---------- | --------- |
| 1  | 1949年 | 6月11日  | 大阪住之江 | 横田隆雄   | 大阪   |            |           |
| 1  | 1949年 | 6月12日  | 大阪住之江 | 横田隆雄   | 大阪   |            |           |
| 2  | 1949年 | 10月23日 | 川崎       | 横田隆雄   | 大阪   |            |           |
| 2  | 1949年 | 10月24日 | 川崎       | 小林源吉   | 埼玉   |            |           |
| 3  | 1950年 | 5月9日   | 名古屋     | 宮本義春   | 熊本   |            |           |
| 4  | 1951年 | 5月6日   | 後楽園     | 山本清治   | 大阪   |            |           |
| 5  | 1951年 | 10月5日  | 大阪中央   | 高倉登     | 埼玉   |            |           |
| 6  | 1952年 | 5月6日   | 川崎       | 高倉登     | 埼玉   |            |           |
| 7  | 1952年 | 11月3日  | 後楽園     | 宮本義春   | 熊本   |            |           |
| 8  | 1953年 | 11月3日  | 大阪中央   | 中井光雄   | 滋賀   |            |           |
| 9  | 1954年 | 11月3日  | 川崎       | 松本勝明   | 京都   |            |           |
| 10 | 1955年 | 11月3日  | 大阪中央   | 松本勝明   | 京都   |            |           |
| 11 | 1956年 | 11月3日  | 後楽園     | 坂本昌仁   | 大阪   |            |           |
| 12 | 1957年 | 11月3日  | 後楽園     | 佐藤喜知夫 | 北海道 |            |           |
| 13 | 1958年 | 11月4日  | 後楽園     | 吉田実     | 香川   |            |           |
| 14 | 1959年 | 11月2日  | 後楽園     | 石田雄彦   | 和歌山 |            |           |
| 15 | 1960年 | 11月3日  | 後楽園     | 吉田実     | 香川   |            |           |
| 16 | 1963年 | 3月25日  | 一宮       | 西地清一   | 大阪   |            |           |
| 17 | 1964年 | 2月13日  | 後楽園     | 笹田伸二   | 徳島   |            |           |
| 18 | 1964年 | 11月10日 | 後楽園     | 石田雄彦   | 和歌山 |            |           |
| 19 | 1965年 | 11月3日  | 後楽園     | 笹田伸二   | 徳島   |            |           |
| 20 | 1966年 | 11月1日  | 後楽園     | 宮路雄資   | 熊本   |            |           |
| 21 | 1967年 | 11月1日  | 後楽園     | 平間誠記   | 宮城   |            |           |
| 22 | 1968年 | 11月5日  | 後楽園     | 吉川多喜夫 | 神奈川 |            |           |
| 23 | 1970年 | 2月16日  | 一宮       | 工藤元司郎 | 東京   |            |           |
| 24 | 1970年 | 11月6日  | 岸和田     | 荒川秀之助 | 宮城   |            |           |
| 25 | 1972年 | 3月7日   | 千葉       | 河内剛     | 宮城   |            |           |
| 26 | 1973年 | 3月20日  | 西武園     | 阿部道     | 宮城   |            |           |
| 27 | 1974年 | 2月19日  | 西武園     | 田中博     | 群馬   | 福島正幸   | 群馬      |
| 28 | 1975年 | 3月25日  | 千葉       | 高橋健二   | 愛知   | 伊藤繁     | 神奈川    |
| 29 | 1976年 | 4月3日   | 千葉       | 新井正昭   | 埼玉   | 藤巻清志   | 神奈川    |
| 30 | 1977年 | 3月29日  | 一宮       | 小池和博   | 埼玉   | 中野浩一   | 福岡      |
| 31 | 1978年 | 3月28日  | 平         | 藤巻清志   | 神奈川 | 福島正幸   | 群馬      |
| 32 | 1979年 | 3月26日  | 立川       | 山口健治   | 東京   | 国持一洋   | 静岡      |
| 33 | 1980年 | 3月26日  | 前橋       | 吉井秀仁   | 千葉   | 吉井秀仁   | 千葉      |
| 34 | 1981年 | 3月24日  | 千葉       | 中野浩一   | 福岡   | 国持一洋   | 静岡      |
| 35 | 1982年 | 3月23日  | 大垣       | 中里光典   | 兵庫   | 井上茂徳   | 佐賀      |
| 36 | 1983年 | 3月22日  | 前橋       | 井上茂徳   | 佐賀   | 中野浩一   | 福岡      |
| 37 | 1984年 | 3月20日  | 千葉       | 滝澤正光   | 千葉   | 山口健治   | 東京      |
| 38 | 1985年 | 3月26日  | 立川       | 清嶋彰一   | 東京   | 山口健治   | 東京      |
| 39 | 1986年 | 3月27日  | 平塚       | 滝澤正光   | 千葉   | 滝澤正光   | 千葉      |
| 40 | 1987年 | 3月24日  | 千葉       | 清嶋彰一   | 東京   | 滝澤正光   | 千葉      |
| 41 | 1988年 | 3月23日  | 立川       | 滝澤正光   | 千葉   | 井上茂徳   | 佐賀      |
| 42 | 1989年 | 3月24日  | 花月園     | 小川博美   | 福岡   | 小門洋一   | 神奈川    |
| 43 | 1990年 | 3月26日  | 平塚       | 俵信之     | 北海道 | 滝澤正光   | 千葉      |
| 44 | 1991年 | 3月26日  | 一宮       | 坂巻正巳   | 茨城   | 長谷部純也 | 茨城      |
| 45 | 1992年 | 3月25日  | 前橋       | 吉岡稔真   | 福岡   | 尾崎雅彦   | 東京      |
| 46 | 1993年 | 3月24日  | 立川       | 海田和裕   | 三重   | 伊藤公人   | 埼玉      |
| 47 | 1994年 | 3月28日  | 静岡       | 小橋正義   | 岡山   | 神山雄一郎 | 栃木      |
| 48 | 1995年 | 3月27日  | 松戸       | 小橋正義   | 岡山   | 吉岡稔真   | 福岡      |
| 49 | 1996年 | 3月26日  | 千葉       | 吉岡稔真   | 福岡   | 稲積秀樹   | 富山      |
| 50 | 1997年 | 3月27日  | 岸和田     | 濱口高彰   | 岐阜   | 小橋正義   | 岡山      |
| 51 | 1998年 | 3月26日  | 西武園     | 吉岡稔真   | 福岡   | 吉岡稔真   | 福岡      |
| 52 | 1999年 | 3月30日  | 静岡       | 神山雄一郎 | 栃木   | 東出剛     | 千葉      |
| 53 | 2000年 | 3月28日  | 千葉       | 岡部芳幸   | 福島   | 小橋正義   | 岡山      |
| 54 | 2001年 | 3月25日  | 松戸       | 稲村成浩   | 群馬   | 稲村成浩   | 群馬      |
| 55 | 2002年 | 3月24日  | 立川       | 山田裕仁   | 岐阜   | 浜口高彰   | 岐阜      |
| 56 | 2003年 | 3月23日  | 平塚       | 山田裕仁   | 岐阜   | 伏見俊昭   | 福島      |
| 56 | 2003年 | 3月23日  | 平塚       | 山田裕仁   | 岐阜   | 小橋正義   | 新潟      |
| 57 | 2004年 | 3月28日  | 静岡       | 伏見俊昭   | 福島   | 澤田義和   | 兵庫      |
| 58 | 2005年 | 3月21日  | 松戸       | 鈴木誠     | 千葉   | 加藤慎平   | 岐阜      |
| 59 | 2006年 | 3月26日  | 立川       | 吉岡稔真   | 福岡   | 大塚健一郎 | 大分      |
| 60 | 2007年 | 3月25日  | 平塚       | 有坂直樹   | 秋田   | 武田豊樹   | 茨城      |
| 61 | 2008年 | 3月23日  | 静岡       | 渡邉晴智   | 静岡   | 山崎芳仁   | 福島      |
| 62 | 2009年 | 3月8日   | 岸和田     | 武田豊樹   | 茨城   | 山口幸二   | 岐阜      |
| 63 | 2010年 | 3月7日   | 松戸       | 村上博幸   | 京都   | 村上義弘   | 京都      |
| 64 | 2011年 | 3月6日   | 名古屋     | 村上義弘   | 京都   | 伏見俊昭   | 福島      |
| 65 | 2012年 | 3月4日   | 熊本       | 成田和也   | 福島   | 武田豊樹   | 茨城      |
| 66 | 2013年 | 3月24日  | 立川       | 村上義弘   | 京都   | 深谷知広   | 愛知      |
| 67 | 2014年 | 3月23日  | 名古屋     | 村上義弘   | 京都   | 深谷知広   | 愛知      |
| 68 | 2015年 | 3月22日  | 京王閣     | 新田祐大   | 福島   | 新田祐大   | 福島      |
| 69 | 2016年 | 3月13日  | 名古屋     | 村上義弘   | 京都   | 平原康多   | 埼玉      |
| 70 | 2016年 | 5月5日   | 静岡       | 中川誠一郎 | 熊本   | 原田研太朗 | 徳島      |
| 71 | 2017年 | 5月7日   | 京王閣     | 三谷竜生   | 奈良   | 武田豊樹   | 茨城      |
| 72 | 2018年 | 5月6日   | 平塚       | 三谷竜生   | 奈良   | 浅井康太   | 三重      |
| 73 | 2019年 | 5月5日   | 松戸       | 脇本雄太   | 福井   | 脇本雄太   | 福井      |
| 74 | 中止   | 中止     | 静岡       | -          | -      | -          | -         |
| 75 | 2021年 | 5月9日   | 京王閣     | 松浦悠士   | 広島   | 郡司浩平   | 神奈川    |
| 76 | 2022年 | 5月8日   | いわき平   | 脇本雄太   | 福井   | 平原康多   | 埼玉      |
| 77 | 2023年 | 5月7日   | 平塚       | 山口拳矢   | 岐阜   | 守澤太志   | 秋田      |
| 78 | 2024年 | 5月5日   | いわき平   | 平原康多   | 埼玉   | 坂井洋     | 栃木      |
| 79 | 2025年 | 5月4日   | 名古屋     | 吉田拓矢   | 茨城   | 古性優作   | 大阪      |

### 女子優勝者
| 回 | 年     | 決勝日   | 開催場   | 優勝者     | 優勝者 |
| 回 | 年     | 決勝日   | 開催場   | 氏名       | 府県   |
| -- | ------ | -------- | -------- | ---------- | ------ |
| 2  | 1949年 | 10月24日 | 川崎     | 高木ミナエ | 岐阜   |
| 3  | 1950年 | 5月9日   | 名古屋   | 高木ミナエ | 岐阜   |
| 4  | 1951年 | 5月6日   | 後楽園   | 黒田智子   | 福岡   |
| 5  | 1951年 | 10月5日  | 大阪中央 | 渋谷小夜子 | 神奈川 |
| 6  | 1952年 | 5月6日   | 川崎     | 田中和子   | 奈良   |
| 7  | 1952年 | 11月3日  | 後楽園   | 水野信子   | 愛知   |
| 8  | 1953年 | 11月3日  | 大阪中央 | 有江美和子 | 長崎   |
| 9  | 1954年 | 11月3日  | 川崎     | 田中和子   | 奈良   |
| 10 | 1955年 | 11月3日  | 大阪中央 | 田中和子   | 奈良   |
| 11 | 1956年 | 11月3日  | 後楽園   | 畑田美千代 | 京都   |

## エピソード

### 数々の開催危機
競輪で最も伝統のある日本選手権競輪だが、開催されない年もあれば、年2回開催された年もある。これは過去、幾度も開催の危機にさらされたためである。
後楽園競輪場で開催された第15回（1960年）の決勝戦当日（11月3日）、場内に入りきれなかった約1,500名の観客をバンク内に入れて競走を行わざるを得なくなった状況となった。その大会終了後、当時の施行者の東京都が「警備上の問題」を理由とし、すでに翌年の開催（第16回）が決定していたにもかかわらず開催を返上する事態となった。当時、来場者が数万人規模となるダービーを後楽園以外の競輪場では開催することが困難であったことから代替地として名乗りを挙げる施行者が現れず、そのため1961年度は競輪の歴史で唯一ダービーの開催がない年となった。
1962年度についても開催地の選定は難航を極め、2年連続で日本選手権競輪が開催されない可能性もちらつき始めていた。しかし、一宮競輪場（2014年3月廃止）が1963年3月に同大会の開催を引き受けた（年度としては1962年度の開催）ことから連続中止の危機は免れた。なお、この大会で特別競輪史上初めて、決勝戦がテレビ中継された（キー局は中部日本放送。他に東京放送、朝日放送がネット局）。
その後再び後楽園での開催に戻ったが、1967年に行われた東京都知事選挙において、都営ギャンブル廃止を公約に掲げていた革新系の美濃部亮吉が当選したことにより、公約に沿って美濃部は1964年の2月に行われた開催から続けてきた後楽園での日本選手権競輪開催を1968年限りで返上することを表明。そのため、またしても1969年度（第24回）の開催地が宙に浮く事態が生じた。だが、この時も危機を救ったのは一宮競輪場であり、1970年2月の開催を引き受けたため無事に開催された。
しかし、1971年には再度オールスター競輪も含めて開催地の選定に行き詰まり、夏場を迎えても開催が決定できない状況に陥っていた。だが、日本選手権競輪だけでも年度内に開催させたいという関係者の意向により、翌年の1972年3月に第25回が千葉競輪場で開催されることとなった。
以後は大会ごとに開催地が移動する持ち回り制となり、一か月程度の開催時期の変動があったりしたものの、同大会は2016年まで毎年3月に開催され続けた。なお、2016年は3月と5月の2回開催されているが、これは先述の通りそれぞれ開催年度が異なるためで、開催危機とは関係がない。
第74回（2020年）は、COVID-19による感染拡大の影響で、施行者の静岡市長田辺信宏が感染拡大を防止するため開催中止を決定したと大会直前の4月24日の記者会見で明らかにした。当時は政府から改正・新型インフルエンザ等対策特別措置法に基づく緊急事態宣言が発令中であったこと、また選手・関係者合わせると全国各地から200名ほどが検車場などの狭い空間に一堂に会するため、万が一の感染拡大のリスクを取り除くことができず、やむを得ず中止の断が下された。日本選手権競輪の中止は1961年に実施予定であった第16回（後楽園）以来59年ぶりとなったが、今回は前回とは異なり大会数はそのままカウントされており、また正選手として出場契約した162名については出場したとみなし、連続出場記録に加算されている。そのため2021年の開催は第75回となっており、またその第75回では史上初となる無観客開催として行われた。

### 「白鳥は悲しからずや」
第16回（1963年）決勝では、白鳥伸雄が1着入線するも内線突破で失格となってしまう。この時現場で観戦していた寺内大吉は、『白鳥の歌』（若山牧水作詞／古関裕而作曲）の出だし部分をもじって、白鳥に対する心情を「白鳥は悲しからずや」と詠んだ。なお、白鳥は翌1964年の第18回においても決勝で1着入線したが、これまた内線突破により失格となった。その後、白鳥は西武園での事件を含めて「悲劇のヒーロー」として扱われることになった。なお、白鳥は日本選手権競輪では全国争覇競輪時代も含めて7回決勝に進出したが、最高は第17回大会（1964年）での3着であり、終身日本選手権競輪のタイトルは獲れなかった。

### データ
以下は、いずれも2025年（第79回）終了時点
- 完全優勝（予選・準決勝とも全て1着）達成者は、7名[23][24]。
  - 横田隆雄（第1回、甲規格・乙規格とも）、高倉登（第6回）、松本勝明（第9回）、吉田実（第15回）、吉井秀仁（第33回）、滝澤正光（第39回）、脇本雄太（第73回）

- 大会最年長優勝者は、第78回の平原康多（当時41歳10か月）。
  - 次点は第69回の村上義弘（当時41歳8か月）。
  - 逆に、大会最年少優勝者は、第5回の高倉登（当時18歳11か月）。なお、現在の制度ではこの記録更新は不可能であり、半永久的に更新される見込みはない[注 19]。

- 大会最年長出場者は、第79回の山口富生（当時55歳3か月）。

- 大会連続出場記録保持者は、小倉竜二の28回（1999年の第52回から。継続中[注 20]）。
  - 2位タイは、鈴木誠、西川親幸、伏見俊昭の3名による26回。鈴木誠は1989年の第42回から2014年の第67回まで、西川親幸は1993年の第46回から2017年の第71回まで、伏見俊昭は1998年の第51回から2022年の第76回まで。

- 過去最高売上額は、1994年の第47回（静岡）における、430億1,370万5,100円。
  - 静岡では、他に1999年の第52回でも407億円を売り上げており、ベスト5のうち2つが静岡である。

- 2001年の第54回では、稲村成浩が優勝し、特別競輪（現在のGI）を初制覇。稲村は父・稲村雅士も特別競輪を2度優勝しており、松村憲・松村信定父子に次ぐ史上2例目の父子特別競輪制覇を達成した。

- 2023年の第77回では、山口拳矢が初のGI優出で初優勝。山口は父・山口幸二も1998年のオールスター競輪を制覇（ほかにKEIRINグランプリを2度制覇）しており、上記の松村父子、稲村父子に続く史上3例目の父子GI制覇となった。ちなみに、表彰式では父がインタビュアーを務めた[26]。

## 決勝戦テレビ中継
決勝戦の地上波テレビ中継は、前述の1963年からTBS系列で放送された後、1979年以降は東京12チャンネル → テレビ東京系列に移行され2015年（第68回）（年度としては2014年度）まで放送された（テレビ東京系列でも2004年、2006年 - 2009年は放送されていない）。
2016年の（第69回）（年度としては2015年度）と（第70回）は日本テレビ系列（坂上忍の勝たせてあげたいTV）で放送されたが、2017年（第71回）と2018年（第72回）はワールドレディスチャンピオンシップ サロンパスカップを優先したためテレビ東京系列で放送された。なお、2019年（第73回）以降は再び日本テレビ系列で放送されている。

## 今後の開催予定
- 第80回  - 2026年　5月1日～6日 - 平塚競輪場 (3年ぶり7度目)